# Mos maiorum

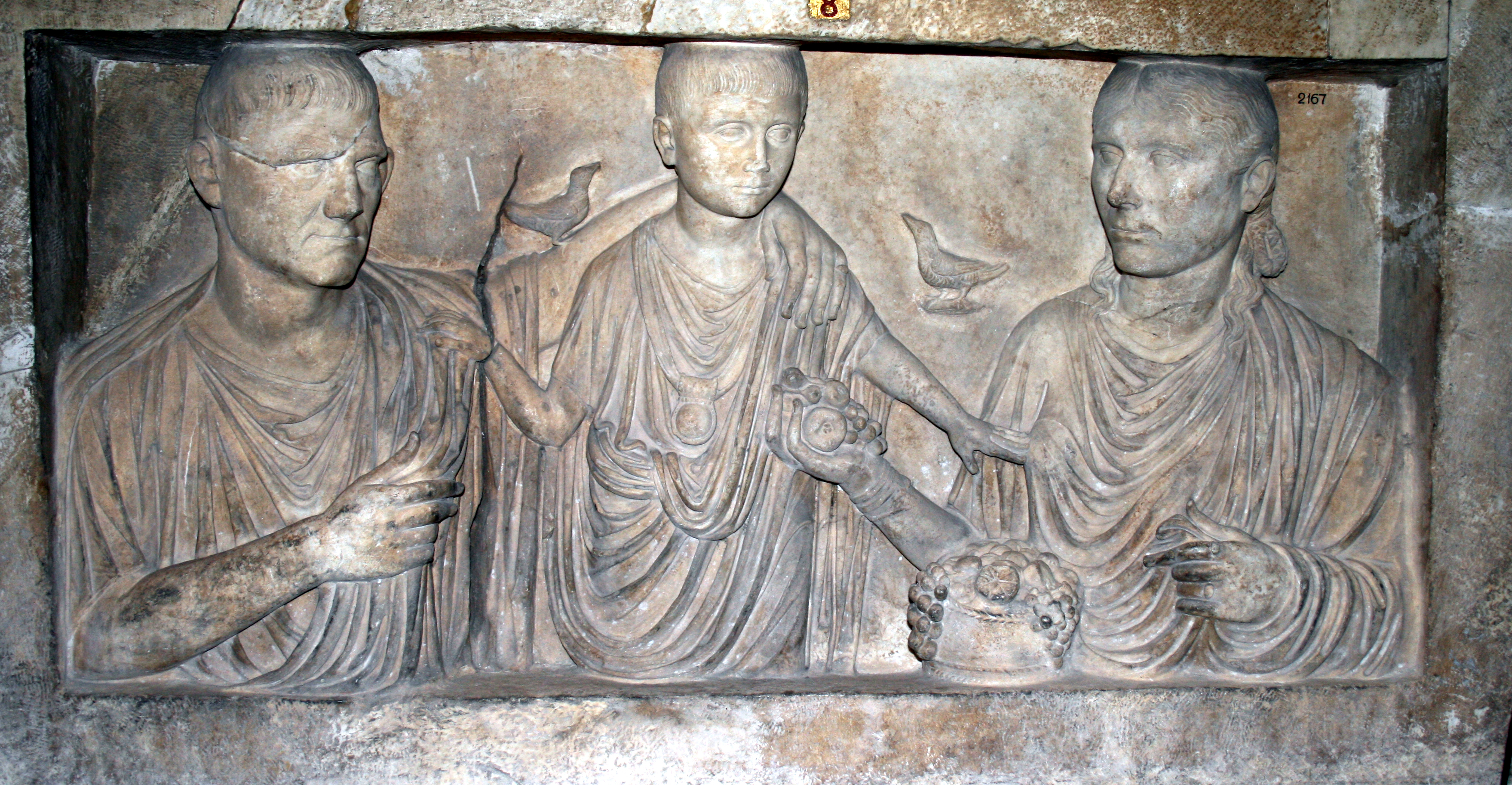
A família romana era uma das formas de transmissão do mos maiorum através das gerações. Lápide de uma família romana — Museu do Vaticano.

A locução latina mos maiorum ou seu equivalente no plural, mores maiorum ("costume dos ancestrais") é o código não escrito de que os antigos romanos derivavam suas normas sociais. É o conceito central e núcleo da moralidade tradicional da civilização romana, e pode ser considerado um complemento dinâmico da lei escrita. O mos maiorum constituía  os princípios coletivos consagrados pelo tempo, modelos de comportamento e práticas sociais que afetavam a vida privada, política e militar na Roma antiga. No seu conjunto eram considerados símbolo de integridade moral e de orgulho do cidadão romano. Somado ao conjunto de valores adquiridos por meio da helenização da cultura latina, o mos maiorum dará lugar à humanitas.
O termo mos (plural: mores) é comumente traduzido, de forma incompleta, como “costumes”. Na verdade, o termo latino possui uma semântica mais rica e um valor tanto ideal como pragmático, por se referir tanto a um sistema de valores de um indivíduo quanto de toda uma sociedade e, simultaneamente, à prática que dele deriva. É de mos que deriva o termo "moral". 
É definido por Festus Sexto Pompeu como: "Mos este institutum patrium, id est memoria veterum pertinens maxime ad religiones caerimoniasque antiquorum", "O costume é o habito dos pais, ou seja, a memória dos antigos relativa principalmente aos ritos e cerimônias da antiguidade." Para Sexto Pompônio, jurista romano do séc. II, os mores já seriam usos e costumes das tribos que se uniram na fundação da cidade de Roma.

## Família e sociedade
A familia romana (melhor entendida como "casa" que "familia") era hierárquica, como o era a sociedade romana. Estas hierarquias tradicionais perpetuavam a si mesmas, isto é, apoiavam e se apoiavam no mos maiorum. O pater familias, ou chefe da casa, tinha uma autoridade absoluta sobre sua familia, que era tanto uma unidade autônoma dentro da sociedade romana como também um modelo para a ordem social, porém, se esperava que exercesse este poder com moderação e que atuasse com responsabilidade em nome de sua familia. O risco e a pressão da censura social ao falhar em relação às expectativas sobre seu papel também era uma forma de mos.
A relação social que distinguia a Roma Antiga era aquela entre o patrono (patronus) e o cliente (cliens), chamada "patrocínio" (ou clientela). Apesar destas obrigações serem mútuas, eram também hierárquicas. A relação não se definia como uma unidade, mas como uma rede (clientela), dado que um patronus podia também estar subordinado a alguém com um status mais elevado ou com maior poder, e um cliens podia ter mais de um patrono, cujos interesses podiam gerar conflitos. Se a familia era a unidade individual em que se fundamentava a  sociedade, tais redes engrenadas contrariavam essa autonomia e estabeleciam laços que criavam uma sociedade complexa. Apesar de um dos principais cenários de atividade dentro das relações clientelísticas serem os tribunais, o patronato não era em si mesmo um contrato legal; as pressões para manter os deveres individuais eram morais, fundamentados na natureza da fides, "lealdade" (ver abaixo em Valores), e no mos. O patronato servia como modelo quando conquistadores ou governadores fora de Roma estabeleciam relações pessoais como patronos envolvendo comunidades inteiras, relações estas que deviam ser perpetuadas como obrigação familiar. Neste sentido, mos se torna mais uma convenção que uma tradição fixa.
Os mores constituem preceitos normativos aceitos por toda a comunidade, por estarem investidos de uma auctoritas[4]. Esses mores não são apenas práticas investidas de sacralidade, mas também representam um esboço de "constituição" para toda a comunidade romana obrigada a segui-la.

## Tradição e evolução
O conservadorismo romano encontra uma clara expressão em um edito dos censores do ano 92 a.C., conservado na obra do historiador Suetônio, do século II: "Todo o novo, que é feito contrariando o uso e os costumes dos nossos antepassados, parece não estar certo". Mas como o mos maiorum era uma questão de costumes, e não de leis escritas, as normas complexas que incorporavam evoluíram ao longo do tempo. A capacidade de preservar um forte sentimento de identidade centralizada junto com a adaptação a novas circunstâncias, permitiram o expansionismo que levou Roma, uma cidade-estado, a se tornar uma potência mundial. A preservação do mos maiorum dependia de consenso e moderação por parte da elite no poder, cuja competição por poder e status sempre ameaçava a manutenção do mos.
As políticas democráticas impulsionadas pela força carismática de que gozavam os elementos populares do povo romano (pupulus) minaram de certa forma o princípio conservador do mos. Dado que as altas magistraturas e o sacerdócio eram originalmente uma prerrogativa dos patrícios, os esforços de ascensão dos plebeus (a plebs) podiam ser vistos como uma ameaça à tradição (ver Conflito das Ordines). A reforma se efetuou por meio da legislação, e a lei escrita, inicialmente registrada na lei das Doze Tábuas, substituiu as regras consensuais. Quando os plebeus obtiveram uma ascensão a quase todas as altas magistraturas, com exceção de alguns poucos tipos de sacerdócios, os interesses das famílias plebeias que ascenderam à elite começaram a alinhar-se aos dos patrícios, criando o grupo dos nobiles de Roma, um status de elite social com uma definição difusa durante a República. A plebs e seu apoio aos políticos populares continuaram constituindo uma ameaça para o mos e para o consenso das elites durante a República tardia, tal como se refletia na retórica de Cícero.
A auctoritas maiorum ("autoridade ancestral") podia ser evocada para justificar progressos sociais em nome da tradição. Com o colapso da República depois da morte de Júlio César, Augusto procura restaurar os valores tradicionais romanos definidos no conceito de mos maiorum.
Durante a transição para o Império cristão, Símaco assegurou que a continua estabilidade e prosperidade de Roma dependia da preservação do mos maiorum, enquanto que o poeta paleocristão Prudêncio (348 - ca. 410) rejeitou a busca cega da tradição considerando-a como "a superstição dos velhos avós" (superstitio veterum avorum) e inferior à nova verdade revelada pelo cristianismo.

## Valores
Valores fundamentais do mos maiorum:
- Fides. A palavra latina fides abarca algumas palavras como boa fé/lealdade, confiança, confiabilidade e credibilidade.[16] Constituiu um importante conceito no direito romano, dado que os acordos verbais eram frequentes.[17] O conceito de fides foi personificado pela deusa Fides, cujo papel no mos maiorum é atestado pela antiguidade de seu culto.[18] Seu templo é datado por volta de 254 a.C.[19] e estava localizado na Colina Capitolina     em Roma, próximo ao Templo de Júpiter.
- Pietas. A atitude romana de forte respeito aos deuses, à pátria, aos pais e à família era expressa pela palavra pietas,  que exigia que as relações fossem permeadas pela diligência e moralidade.[20] Cícero definiu a pietas como "justiça para com os deuses."[21] Ia além do sacrifício e da execução correta do ritual, incluindo a entrega pessoal e a retidão do indivíduo, e era a virtude cardinal do herói romano Eneias na Eneida de Virgílio. O uso da forma adjetivada Pius como cognome refletia sua importância como um traço de identidade. Como a Fides, a Pietas foi venerada como uma deusa, com um templo consagrado em 191 a.C.[22] e a ela dedicado dez anos mais tarde.
- Religio e Cultus. Vinculados ao verbo latino religare, “atar”, religio é a união entre deuses e mortais, tal como acontece nas práticas religiosas tradicionais[23] para preservar a pax deorum (“paz dos deuses”). Cultus era a observância constante e a realização correta dos rituais.[24] A prática religiosa neste sentido deve se distinguir da pietas e moralidade a ela inerente. Ver Religião na Roma antiga e Culto imperial (Roma Antiga).
- Disciplina. O caráter militar da sociedade romana sugere a importância da disciplina e sua relação com a educação, treinamento, disciplina e autocontrole. Sobre a divindade homônima ver Disciplina (mitologia).
- Gravitas e Constantia. Gravitas foi reverenciada como autodomínio.[25] Constantia pode ser traduzida como constância ou perseverança.[26] Frente à  adversidade, exigia-se que um "bom" romano mantivesse um semblante sereno. A mitologia e a história romanas destacaram este valor por meio de relatos de autores como Mucio Escévola,[27] que numa lenda fundadora da República demonstrou sua responsabilidade e determinação frente ao rei etrusco Lars Porsenna pondo sua mão direita sobre o fogo.
- Virtus. Derivada da palavra latina vir (“homem”), virtus constituía o ideal de um verdadeiro varão romano.[28] Lucilio analisa a virtus em algumas de suas obras, dizendo que para um homem a virtus é saber o que é bom, mau, inútil, vergonhoso ou desonroso.[28] Sobre a divindade homônima ver Virtus (mitologia).
- Dignitas e auctoritas. Dignitas e auctoritas constituíam o resultado final do quadro de valores do romano ideal e do serviço ao estado por meio de  sacerdócios, cargos militares e magistraturas. Dignitas era conseguida por mérito, honra e apreço. Assim, um romano que demonstrava sua gravitas, constantia, fides, pietas e outros valores apropriados a um romano possuía dignitas entre seus iguais. De forma semelhante, através desta via, um romano podia obter a auctoritas (“prestigio e respeito”).[25]